# Justin Matherly
Justin Matherly (* 1972 in West Islip, New York) ist ein US-amerikanischer Plastiker.

## Leben und Werk
Matherly studierte bis 2000 an der Pennsylvania Academy of the Fine Arts, bis 2002 an der University of Pennsylvania in Philadelphia und anschließend am Hunter College in New York. 2007 schloss er sein Studium mit dem Master ab.
Ausgangspunkt für die Skulpturen von Matherly sind häufig Fotos aus Büchern, die in Zeichnungen übersetzt als Vorlage für die Gussform dienen. Besonders reizen ihn griechische und römische Statuen, wie zum Beispiel der Torso vom Belvedere, der dem Bildhauer Apollonios von Athen zugesprochen wird.
Beton ist das Material, aus dem Justin Matherly seine wuchtigen Werke gießt. Präsentiert werden seine überdimensional großen Objekte häufig auf medizinischen Gehhilfen.
Justin Matherly wird von der Paula Cooper Gallery in New York und Galerie Eva Presenhuber in Zürich vertreten.

## Ausstellungen (Auswahl)
- 2010 In Practice Projects SculptureCenter, Long Island City, New York, USA
- 2013 Body Language Saatchi Gallery, London
- 2015 Avatar und Atavismus. Outside der Avantgarde Kunsthalle Düsseldorf, Düsseldorf
- 2015 Artists And Poets Wiener Secession, Wien
- 2017 Skulptur.Projekte, Münster